# Reinhold Conrad Muschler
Reinhold (Reno) Conrad Muschler (9 de agosto de 1882 - 10 de diciembre de 1957) fue un botánico y explorador alemán, destacado taxónomo de la flora de África del norte. Y con Ernest F. Gilg trabajaron extensamente en la revisión de la flora de la Patagonia
Debido a inconsistencias halladas en su Manual de la Flora de Egipto y otras acciones que demandaron un sumario, fue destituido de su cargo en el Museo Botánico de Berlín, en 1913, aduciéndole inestabilidad psicológica.. A posteriori se destacó como escritor, firmando con su pseudónimo Reno.

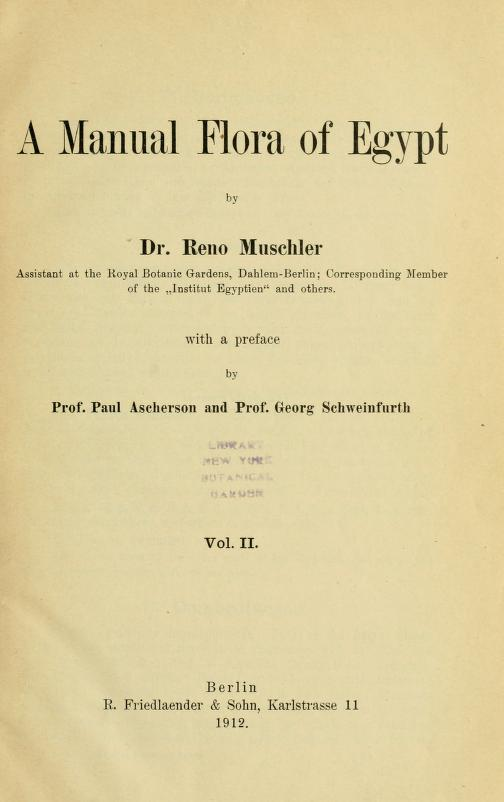
Cubierta, 1912

## Algunas publicaciones

### Novelas
- "Douglas Webb" (1921)
- "Der lachende Tod" (1923)
- "Komödie des Lebens" (Novellen 1923)
- "Bianca Maria" (1925)
- "Der Weg ohne Ziel" (1926)
- "Der Geiger" (1927)
- "Basil Brunin" (1928)
- "Liebe in Monte" (1930)
- "Insel der Jugend" (1929)
- "Klaus Schöpfer" (1931)
- "Die Unbekannte" (1934), inspirado por La desconocida del Sena

### Libros
- 1909. Gilg, E, RC Muschler. Phanerogamen. Blütenpflanzen. Ed. Leipzig, Quelle & Meyer. 53 il. 172 pp.
- 1912. A manual flora of Egypt. 2 vols. 421 pp.

## Honores

### Eponimia
Géneros
- (Asteraceae) Muschleria S.Moore[2]

Especies
- (Asteraceae) Bothriocline muschleriana Wild & G.V.Pope[3]

- (Asteraceae) Chuquiraga muschleri I.C.Chung[4]

- (Caryophyllaceae) Silene muschleri Bocquet[5]

- (Ericaceae) Cavendishia muschleriana Hoerold[6]

- (Illecebraceae) Paronychia muschleri Chaudhri[7]

- (Nymphaeaceae) Nymphaea muschleriana Gilg[8]

- (Rubiaceae) Psychotria muschleriana K.Krause[9]

- La abreviatura «Muschl.» se emplea para indicar a Reinhold Conrad Muschler como autoridad en la descripción y clasificación científica de los vegetales.[10]